# 科尔新堡县

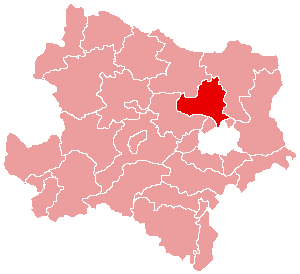
科尔新堡县在下奥地利州的位置

科尔新堡县（德語：Bezirk Korneuburg）是奥地利下奥地利州所辖的一个县。总面积626.5平方公里，总人口72000，人口密度115人/平方公里（2007年）。行政中心位于科尔新堡。

## 行政区域
科尔新堡县辖有20个市镇。